# ミューチャリー
ミューチャリー（欧字名:Mutually、2016年3月31日 - ）は、日本の競走馬。2021年のJBCクラシックの勝ち馬である。
地方競馬所属馬として、史上初めてJBCクラシックを制覇した。

## 戦績

### 2歳（2018年）
デビューから単勝1倍台の人気に推されて2連勝を飾り、無敗のまま鎌倉記念で重賞に初挑戦。初の輸送競馬で馬体重を大きく減らしており、主戦騎手の御神本訓史が「思ったよりも減らしていて」心配するほどであったが、レースでは好位から後の道営三冠馬リンゾウチャネルらを一瞬で抜き去り6馬身差をつける圧勝劇を演じた。暮れの全日本2歳優駿では掲示板外の6着に敗退し、デビュー4戦目にして初めての敗戦を喫した。

### 3歳（2019年）
雲取賞から始動し、ヒカリオーソの2着に入線すると南関東三冠全レースに出走し、ヒカリオーソが鼻出血で出走を回避した羽田盃を制するが、東京ダービーは復帰したヒカリオーソの2着、ジャパンダートダービーはクリソベリルの3着に終わる。9月には中央競馬の芝コースの重賞・セントライト記念に出走するが12着に敗れている。

### 4歳（2020年）
1月の川崎記念から始動してチュウワウィザードの4着に食い込んだのを皮切りに中央・地方交流重賞を中心に6戦に出走。フェブラリーステークスで11着に敗れた（詳細は第37回フェブラリーステークスを参照）以外はマイルグランプリで重賞3勝目を挙げるなど、掲示板を外さない堅実さを見せた。

### 5歳（2021年）
前年同様、川崎記念から始動。中位で入着するレースが続いたが、5月の大井記念でマイルグランプリ以来の重賞4勝目を挙げる。帝王賞4着後はJBCクラシック出走を見越して、初の長距離遠征となる白山大賞典に出走。鞍上はデビュー以来ずっと騎乗してきた御神本訓史から地元金沢の吉原寛人に乗り替わっての出走となったが、レコード勝ちしたメイショウカズサの2着に食い込む。そして同じコンビで臨んだJBCクラシックでは先行策から第4コーナーでカジノフォンテンをかわして先頭に立つと、オメガパフュームの追撃を振り切って1着でゴール。交流重賞初勝利を、地方競馬所属馬として初のJBCクラシック制覇で飾った。次走、東京大賞典は好位から4コーナーでいったん先頭に立つも後続に交わされ4着となった。年末の表彰では地方所属馬初のJBCクラシック制覇が評価され、NARグランプリ年度代表馬および4歳以上最優秀牡馬に選出された。

### 6歳（2022年）
3年連続出走となったフェブラリーステークスは中団から伸びきれず10着に敗れた。その後は3月のダイオライト記念に出走、中団から最後の直線で逃げるノーヴァレンダを捉えるべく追い込むが、一歩及ばず3着にとどまった。この後、5月25日の大井記念に1番人気で出走。道中は中団追走も直線で失速して15着と殿負けを喫した。
秋に入り、9月28日の日本テレビ盃でもいいところなく最下位の13着に終わり、6歳シーズンを終えた。

### 7歳（2023年）
3月15日のダイオライト記念で約半年ぶりに復帰するも、右寛跛行を発症して競走中止。翌3月16日に引退が発表された。トレーナーは「もともと心臓の結滞（不整脈）を患っていて何とか回復する方法を探っていたが、快方に向かわず、オーナーと相談して決定した」と語った。
3月20日付で競走馬登録を抹消され、同年5月5日に船橋競馬場で引退式が行われた。引退後は船橋競馬場で誘導馬となるために去勢されるとともに訓練を受け、同年6月21日の船橋競馬より誘導馬としてデビューを果たした。

## 競走成績
以下の内容は、JBISサーチおよびnetkeiba.comに基づく。
| 競走日     | 競馬場 | 競走名                     | 格     | 距離 （馬場） | 頭 数 | 枠 番 | 馬 番 | オッズ （人気） | 着順     | タイム （上り3F） | 着差     | 騎手        | 斤量 [kg] | 1着馬（2着馬）         | 馬体重 [kg] |
| ---------- | ------ | -------------------------- | ------ | ------------- | ----- | ----- | ----- | --------------- | -------- | ----------------- | -------- | ----------- | --------- | ---------------------- | ----------- |
| 2018.08.10 | 船橋   | ハイビスカスデビュー       | 新馬   | ダ1000m（重） | 6     | 3     | 3     | 001.60（1人）   | 01着     | R1:01.1（37.5）   | -1.5     | 0御神本訓史 | 54        | （エスケイエンジェル） | 471         |
| 0000.09.02 | 船橋   | サプライズパワーメモリアル | 一組   | ダ1600m（稍） | 9     | 3     | 3     | 001.70（1人）   | 01着     | R1:43.5（40.4）   | -0.7     | 0御神本訓史 | 54        | （トーセンアイアン）   | 471         |
| 0000.10.17 | 川崎   | 鎌倉記念                   | SII    | ダ1500m（良） | 13    | 2     | 2     | 001.90（1人）   | 01着     | R1:33.6（38.5）   | -1.3     | 0御神本訓史 | 55        | （リンゾウチャネル）   | 461         |
| 0000.12.19 | 川崎   | 全日本2歳優駿              | JpnI   | ダ1600m（重） | 14    | 6     | 10    | 004.50（3人）   | 06着     | R1:43.9（39.9）   | -1.1     | 0御神本訓史 | 55        | ノーヴァレンダ         | 464         |
| 2019.02.07 | 大井   | 雲取賞                     | SIII   | ダ1800m（重） | 16    | 6     | 11    | 001.70（1人）   | 02着     | R1:56.2（38.3）   | -0.4     | 0御神本訓史 | 57        | ヒカリオーソ           | 467         |
| 0000.04.24 | 大井   | 羽田盃                     | SI     | ダ1800m（良） | 16    | 5     | 10    | 002.60（1人）   | 01着     | R1:53.5（36.9）   | -1.0     | 0御神本訓史 | 56        | （ウィンターフェル）   | 466         |
| 0000.06.05 | 大井   | 東京ダービー               | SI     | ダ2000m（良） | 16    | 6     | 12    | 001.30（1人）   | 02着     | R2:09.8（38.0）   | -0.4     | 0御神本訓史 | 56        | ヒカリオーソ           | 465         |
| 0000.07.10 | 大井   | ジャパンDダービー          | JpnI   | ダ2000m（稍） | 14    | 3     | 4     | 018.80（5人）   | 03着     | R2:06.7（37.1）   | -0.6     | 0御神本訓史 | 56        | クリソベリル           | 463         |
| 0000.09.16 | 中山   | セントライト記念           | GII    | 芝2200m（重） | 18    | 6     | 6     | 065.7（13人）   | 12着     | R2:12.5（35.1）   | -1.0     | 0御神本訓史 | 56        | リオンリオン           | 460         |
| 0000.10.15 | 大井   | '19スターバーストC         | 準重賞 | ダ2000m（重） | 11    | 7     | 9     | 001.30（1人）   | 01着     | R2:09.8（38.6）   | -0.4     | 0御神本訓史 | 58        | （ハルディネロ）       | 463         |
| 2020.01.29 | 川崎   | 川崎記念                   | JpnI   | ダ2100m（不） | 12    | 8     | 11    | 031.40（6人）   | 04着     | R2:15.5（40.4）   | -1.4     | 0御神本訓史 | 56        | チュウワウィザード     | 465         |
| 0000.02.23 | 東京   | フェブラリーS              | GI     | ダ1600m（良） | 16    | 7     | 14    | 112.9（15人）   | 11着     | R1:37.1（36.4）   | -1.9     | 0御神本訓史 | 57        | モズアスコット         | 464         |
| 0000.07.29 | 大井   | マイルGP                   | SII    | ダ1600m（稍） | 13    | 6     | 9     | 004.70（2人）   | 01着     | R1:39.9（38.6）   | -0.2     | 0御神本訓史 | 57        | （グレンツェント）     | 473         |
| 0000.09.30 | 船橋   | 日本テレビ盃               | JpnII  | ダ1800m（稍） | 14    | 4     | 6     | 007.00（4人）   | 04着     | R1:51.7（39.4）   | -1.2     | 0御神本訓史 | 56        | ロードブレス           | 475         |
| 0000.11.03 | 大井   | JBCクラシック              | JpnI   | ダ2000m（稍） | 15    | 6     | 11    | 109.10（9人）   | 04着     | R2:04.0（37.4）   | -1.5     | 0御神本訓史 | 57        | クリソベリル           | 468         |
| 0000.12.29 | 大井   | 東京大賞典                 | GI     | ダ2000m（良） | 16    | 8     | 16    | 032.70（7人）   | 05着     | R2:07.1（36.0）   | -0.2     | 0御神本訓史 | 57        | オメガパフューム       | 468         |
| 2021.01.27 | 川崎   | 川崎記念                   | JpnI   | ダ2100m（重） | 10    | 6     | 6     | 016.50（5人）   | 05着     | R2:16.1（37.1）   | -1.2     | 0御神本訓史 | 57        | カジノフォンテン       | 469         |
| 0000.02.21 | 東京   | フェブラリーS              | GI     | ダ1600m（良） | 16    | 8     | 15    | 120.1（13人）   | 07着     | R1:35.3（35.6）   | -0.9     | 0御神本訓史 | 57        | カフェファラオ         | 462         |
| 0000.05.05 | 船橋   | かしわ記念                 | JpnI   | ダ1600m（稍） | 12    | 5     | 5     | 032.10（8人）   | 06着     | R1:40.5（39.1）   | -1.2     | 0御神本訓史 | 57        | カジノフォンテン       | 471         |
| 0000.05.19 | 大井   | 大井記念                   | SI     | ダ2000m（重） | 16    | 5     | 10    | 002.50（2人）   | 01着     | R2:04.3（37.2）   | -1.2     | 0御神本訓史 | 57        | （フィアットルクス）   | 467         |
| 0000.06.30 | 大井   | 帝王賞                     | JpnI   | ダ2000m（重） | 13    | 4     | 5     | 019.60（8人）   | 04着     | R2:03.8（37.7）   | -1.1     | 0御神本訓史 | 57        | テーオーケインズ       | 466         |
| 0000.09.22 | 金沢   | 白山大賞典                 | JpnIII | ダ2100m（不） | 12    | 6     | 8     | 003.40（2人）   | 02着     | R2:10.9（36.1）   | -0.6     | 0吉原寛人   | 54        | メイショウカズサ       | 461         |
| 0000.11.03 | 金沢   | JBCクラシック              | JpnI   | ダ2100m（良） | 12    | 6     | 7     | 013.90（6人）   | 01着     | R2:13.1（36.0）   | -0.1     | 0吉原寛人   | 57        | （オメガパフューム）   | 460         |
| 0000.12.29 | 大井   | 東京大賞典                 | GI     | ダ2000m（良） | 15    | 6     | 11    | 005.60（2人）   | 04着     | R2:04.6（37.8）   | -0.5     | 0御神本訓史 | 57        | オメガパフューム       | 466         |
| 2022.02.20 | 東京   | フェブラリーS              | GI     | ダ1600m（重） | 16    | 6     | 12    | 031.7（11人）   | 10着     | R1:35.1（35.0）   | -1.3     | 0御神本訓史 | 57        | カフェファラオ         | 464         |
| 0000.03.23 | 船橋   | ダイオライト記念           | JpnII  | ダ2400m（不） | 14    | 4     | 6     | 003.90（3人）   | 03着     | R2:37.8（40.0）   | -0.6     | 0本橋孝太   | 56        | ノーヴァレンダ         | 472         |
| 0000.05.25 | 大井   | 大井記念                   | SI     | ダ2000m（良） | 15    | 8     | 15    | 002.10（1人）   | 15着     | R2:09.8（41.6）   | -4.9     | 0御神本訓史 | 57        | ランリョウオー         | 453         |
| 0000.09.28 | 船橋   | 日本テレビ盃               | JpnII  | ダ1800m（良） | 13    | 5     | 8     | 019.40（6人）   | 13着     | R2:06.8（51.0）   | 13.8     | 0真島大輔   | 58        | フィールドセンス       | 465         |
| 2023.03.15 | 船橋   | ダイオライト記念           | JpnII  | ダ2400m（良） | 14    | 8     | 13    | 065.60（8人）   | 競走中止 | 競走中止          | 競走中止 | 0御神本訓史 | 56        | グロリアムンディ       | 462         |

## 血統表
| ミューチャリーの血統            | ミューチャリーの血統                                              | ミューチャリーの血統                                              | （血統表の出典）                                                  | （血統表の出典）    |
| 父系                            | シアトルスルー系                                                  | シアトルスルー系                                                  | シアトルスルー系                                                  | [ § 2 ]             |
| 父 *パイロ 2005 黒鹿毛          | 父の父Pulpit 1994 鹿毛                                            | A.P. Indy                                                         | Seattle Slew                                                      | Seattle Slew        |
| 父 *パイロ 2005 黒鹿毛          | 父の父Pulpit 1994 鹿毛                                            | A.P. Indy                                                         | Weekend Surprise                                                  |                     |
| 父 *パイロ 2005 黒鹿毛          | 父の父Pulpit 1994 鹿毛                                            | Preach                                                            | Mr. Prospector                                                    | Mr. Prospector      |
| 父 *パイロ 2005 黒鹿毛          | 父の父Pulpit 1994 鹿毛                                            | Preach                                                            | Narrate                                                           |                     |
| 父 *パイロ 2005 黒鹿毛          | 父の母Wild Vision 1998 鹿毛                                       | Wild Again                                                        | Icecapade                                                         | Icecapade           |
| 父 *パイロ 2005 黒鹿毛          | 父の母Wild Vision 1998 鹿毛                                       | Wild Again                                                        | Bushel-n-Peck                                                     |                     |
| 父 *パイロ 2005 黒鹿毛          | 父の母Wild Vision 1998 鹿毛                                       | Carol's Wonder                                                    | Pass the Tab                                                      | Pass the Tab        |
| 父 *パイロ 2005 黒鹿毛          | 父の母Wild Vision 1998 鹿毛                                       | Carol's Wonder                                                    | Carols Christmas                                                  |                     |
| 母 ゴッドビラブドミー 2004 芦毛 | 母の父*ブライアンズタイム 1985 黒鹿毛                             | Roberto                                                           | Hail to Reason                                                    | Hail to Reason      |
| 母 ゴッドビラブドミー 2004 芦毛 | 母の父*ブライアンズタイム 1985 黒鹿毛                             | Roberto                                                           | Bramalea                                                          |                     |
| 母 ゴッドビラブドミー 2004 芦毛 | 母の父*ブライアンズタイム 1985 黒鹿毛                             | Kelley's Day                                                      | Graustark                                                         | Graustark           |
| 母 ゴッドビラブドミー 2004 芦毛 | 母の父*ブライアンズタイム 1985 黒鹿毛                             | Kelley's Day                                                      | Golden Trail                                                      |                     |
| 母 ゴッドビラブドミー 2004 芦毛 | 母の母ゴッドインチーフ 1996 芦毛                                  | *コマンダーインチーフ                                             | *ダンシングブレーヴ                                               | *ダンシングブレーヴ |
| 母 ゴッドビラブドミー 2004 芦毛 | 母の母ゴッドインチーフ 1996 芦毛                                  | *コマンダーインチーフ                                             | Slightly Dangerous                                                |                     |
| 母 ゴッドビラブドミー 2004 芦毛 | 母の母ゴッドインチーフ 1996 芦毛                                  | *ファーガーズプロスペクト                                         | Chief's Crown                                                     | Chief's Crown       |
| 母 ゴッドビラブドミー 2004 芦毛 | 母の母ゴッドインチーフ 1996 芦毛                                  | *ファーガーズプロスペクト                                         | Fager's Glory                                                     |                     |
| 母系(F-No.)                     | (FN:3-b)                                                          | (FN:3-b)                                                          | (FN:3-b)                                                          | [ § 3 ]             |
| 5代内の近親交配                 | Mr. Prospector 4 × 5 = 9.38％、Roberto 3 ・ 5（母内） = 15.63％、 | Mr. Prospector 4 × 5 = 9.38％、Roberto 3 ・ 5（母内） = 15.63％、 | Mr. Prospector 4 × 5 = 9.38％、Roberto 3 ・ 5（母内） = 15.63％、 | [ § 4 ]             |
| 出典                            | 1. 2. 3. 4.                                                       | 1. 2. 3. 4.                                                       | 1. 2. 3. 4.                                                       | 1. 2. 3. 4.         |

- 半姉シュエット（父ブラックタイド）は、菊水賞の勝ち馬。
- 祖母ゴッドインチーフはチューリップ賞とファンタジーSで2着、阪神3歳牝馬Sで3着。
- 母のいとこにヌーヴォレコルト。
- そのほかの近親はネイティヴストリート#ファーガーズグローリー系を参照。